# Heugrassaat
Bei der Heugrassaat, auch Heumulchsaat oder Direktbegrünung genannt, wird Schnittgut einer nahegelegenen Wiese direkt auf die zu begrünende Fläche (in der Regel nackte Erde) gelegt. Die Samen fallen vom trocknenden Gras auf die Erde und finden hier, im Schutz des Heus, günstige Umstände für eine erfolgreiche Keimung. Eine andere, früher verbreitete Möglichkeit war es, sogenannten Heusamen auszusäen. Das waren die kleineren Teile, die im Lager ausgefallen waren und zum Großteil aus Samen bestanden.
Die Heugrassaat ist eine Methode, um eine Wiese frisch anzusäen und eignet sich gut, artenreiche Magerwiesen anzulegen. Zudem lassen sich mit dieser Methode lokale Pflanzenarten und -varietäten fördern, die selbst in regionalisierten Saatgutmischungen des Handels nicht vertreten wären. Als erwünschter Nebeneffekt werden außerdem auch Kleintiere wie Heuschrecken, Tagfalter, Laufkäfer, Bodenspinnen etc. übertragen.
Der Nachteil dabei ist, dass auch unerwünschte oder gar giftige Pflanzenarten mit ausgesät werden. Außerdem ist das Verfahren aufgrund des hohen Arbeitsaufwands sehr kostenintensiv. Deshalb wird die Heugrassaat in der landwirtschaftlichen Praxis kaum mehr angewandt.
Siehe auch: Saat